# Saint-Révérien
Saint-Révérien är en kommun i departementet Nièvre i regionen Bourgogne-Franche-Comté i de centrala delarna av Frankrike. Kommunen ligger i kantonen Brinon-sur-Beuvron som tillhör arrondissementet Clamecy. År 2022 hade Saint-Révérien 191 invånare.

## Befolkningsutveckling
Antalet invånare i kommunen Saint-Révérien
| Referens: INSEE |